# Sugar Land (Teksas)
Sugar Land je grad u američkoj saveznoj državi Teksas. Prema popisu stanovništva iz 2010. u njemu je živjelo 78.817 stanovnika.